# Reza Enajati
Gholam Reza Enajati (per. غلامرضا عنايتى, ur. 23 września 1976 w Meszhedzie) – irański piłkarz grający na pozycji napastnika.

## Kariera w klubie
Reza Enajati jest wychowankiem klubu Basidż Mehrabad, w barwach którego występował w drugiej lidze. W 1999 przeniósł się do rodzinnego Meszhedu i został zawodnikiem klubu Adonis Meszhed i tam przez kolejne 2 lata grał na zapleczu ekstraklasy. W 2001 przeszedł do Abu Moslem Meszhed i w nim zadebiutował w rozgrywkach pierwszej ligi irańskiej. Przez dwa lata występował w pierwszym składzie, a w sezonie 2001/2002 zdobył tytuł króla strzelców ligi z dorobkiem siedemnastu goli. Największym sukcesem drużynowym w Abu Moslem było zajęcie 5. miejsca w 2002.
W 2003 trafił do stołecznego Esteghlal Teheran. Tam także występował w wyjściowej jedenastce i stworzył atak z Siawaszem Akbarpourem. W sezonie 2004/2005 drugi raz w karierze wywalczył koronę króla strzelców ekstraklasy z dorobkiem dwudziestu goli, a rok później powtórzył ten sukces (21 bramek). W tym drugim przypadku wywalczył także swoje pierwsze mistrzostwo Iranu.
Latem 2006 wyjechał do Zjednoczonych Emiratów Arabskich by grać w zespole Emirates Club z miasta Ras al-Khaimah. W sezonie 2006/2007 swoimi 13 golami przyczynił się do utrzymania zespołu w lidze. 19 marca 2007 przedłużył kontrakt do 2008. Następnie grał w Al-Nasr Dubaj, ponownie w Esteghlalu i ponownie w Emirates Club. W 2010 przeszedł do Sepahan Isfahan. Grał też w takich klubach jak: Saba Kom, Mes Kerman, Padideh FC i Siah Jamegan.

## Kariera w reprezentacji
W reprezentacji Iranu zadebiutował 4 kwietnia 2002 w zremisowanym 2:2 meczu z Palestyną. W tym samym roku Branko Ivanković powołał go do kadry na Mistrzostwa Świata w Niemczech, gdzie był rezerwowym i nie wystąpił w żadnym spotkaniu. W 2007 wystąpił w Pucharze Azji 2007, na którym zagrał w spotkaniach z Uzbekistanem i Chinami.